# Parasophroniella javanica
Parasophroniella javanica é uma espécie de besouro da família Cerambycidae. Ele foi descrito por Breuning, em 1957.